# Sabiá-cica
Sabiá-cica (nome científico: Triclaria malachitacea), também designado como cica, araçaiava, araçuaiava, araçuiava, cica ou mãe-de-sabiá, é uma espécie de ave que pertence a ordem dos psitaciformes, da família dos psitacídeos. Tais aves podem medir cerca de 29 centímetros de comprimento, possuindo bico branco, plumagem verde (os machos desta espécie possuem as penas do abdome em azul-purpúreo).

## Etimologia
O nome vernáculo sabiá-cica ou sabiacica foi registrado pela primeira vez em 1783 como sabiaci, e então em 1806 como sabiá sicar e 1928 como sabiàcica. É formado pela junção de sabiá (que deriva do tupi sawi'a) e -cica, um pospositivo derivado do tupi ï'sika, "resina, substância adstringente".
Araçaiava e araçuiava têm provável origem tupi, mas de étimo desconhecido. Araçuaiava também tem origem tupi, e igualmente seu étimo é desconhecido. Foi citado a primeira vez em 1911 como arassuaiava
O nome sabiá-cica foi selecionado como nome vernáculo técnico para a espécie Triclaria malachitacea em 2021 pelo Comitê Brasileiro de Registros Ornitológicos (CBRO).

## Distribuição e habitat
O sabiá-cica é encontrado sobretudo os estados brasileiros do Rio de Janeiro, São Paulo e Rio Grande do Sul, e há registros adicionais par ao sul da Bahia (nenhum desde 1833), Minas Gerais (poucos registros duvidosos), Espírito Santo (quatro ou cinco locais), Paraná (três registros modernos) e Santa Catarina (Vale do Itajaí, Vale de Tijucas e Serra do Mar). Há dois registros não confirmados em Misiones, na Argentina. O sabiá-cica habita florestas de baixa altitude e escarpas de até mil metros, variando em florestas de várzea fora da época de reprodução. A sua preferência é por florestas primárias ou secundárias maduras, com boa disponibilidade de locais de nidificação (árvores ocas). Devido às mudanças de habitat na baixada de Santa Catarina, os registros mais recentes nesse estado são de florestas montanhosas. No Rio Grande do Sul, nidifica em terrenos planos e cumes mas na Serra do Mar a maioria dos registros são ao longo de cursos d'água de vales. É suscetível à fragmentação e parece exigir fragmentos de mais de 60 hectares para persistir.

## Características
O sabiá-cica tem 28 centímetros (11 polegadas) e pesa de 110 a 155 gramas (3,8-5,4 onças). Há dimorfismo sexual. Os machos adultos são todo verdes, com o centro do abdome e a parte inferior do peito azul-arroxeado, enquanto a fêmea é toda verde. O bico é pálido e o anel do olho é cinza. Seus olhos são castanhos. Os juvenis, por sua vez, são semelhante aos adultos, mas os machos apresenta menos coloração azulada. Os chamados da espécie são descritos como distintos e parecidos com músicas. Utilizam notas trinadas, bem como notas estridentes rapidamente repetidas. Espécimes em cativeiro foram ouvidas em dueto umas com as outras. A espécie nidifica de setembro (outubro no Rio Grande do Sul) a janeiro. Trichilia claussenii é uma importante árvore-ninho no Rio Grande do Sul, mas outras espécies como Eugenia rostrifolia, Alchornea triplinervea e Cupania vernalis também são potencialmente utilizadas. A espécie tem uma dieta variada, incluindo palmeiras içara (Euterpe edulis) e ocasionalmente milho (Zea mays).

## Conservação
O sabiá-cica foi classificada pela União Internacional para a Conservação da Natureza (UICN / IUCN) como quase ameaçado, pois se suspeita que esteja em declínio moderadamente rápido devido à perda de habitat e, talvez em menor grau, captura para o comércio de aves de gaiola. No Parque Estadual dos Três Picos, Rio de Janeiro, pareça estar estável desde cerca de 2003. A população era anteriormente estimada em menos de cinco mil indivíduos, mas Bencke (1996) sugeriu que pode haver cerca de 10 mil no Rio Grande do Sul e números significativos na encosta leste da Serra do Mar; no entanto, a aparente raridade da espécie sugere que esses números podem ser superestimados. No Brasil, consta em vários listas de conservação estaduais: em 2005, foi classificado como criticamente em perigo na Lista de Espécies da Fauna Ameaçadas do Espírito Santo; em 2010, como criticamente em perigo na Lista de Espécies Ameaçadas de Extinção da Fauna do Estado de Minas Gerais e vulnerável no Livro Vermelho da Fauna Ameaçada no Estado do Paraná; em 2011, como vulnerável na Lista das Espécies da Fauna Ameaçada de Extinção em Santa Catarina; em 2014, como em perigo no Livro Vermelho da Fauna Ameaçada de Extinção no Estado de São Paulo e quase ameaçado na Lista das Espécies da Fauna Ameaçadas de Extinção no Rio Grande do Sul; e em 2018, como pouco preocupante na Lista Vermelha do Livro Vermelho da Fauna Brasileira Ameaçada de Extinção do Instituto Chico Mendes de Conservação da Biodiversidade (ICMBio) e como vulnerável na Lista das Espécies da Fauna Ameaçadas de Extinção no Estado do Rio de Janeiro.